# Singengu Jae
Singengu Jae is een bestuurslaag in het regentschap Mandailing Natal van de provincie Noord-Sumatra, Indonesië. Singengu Jae telt 1012 inwoners (volkstelling 2010).